# Acalolepta annamensis
Acalolepta annamensis es una especie de escarabajo longicornio del género Acalolepta, tribu Monochamini, subfamilia Lamiinae. Fue descrita científicamente por Breuning en 1958.
Se distribuye por Vietnam. Mide aproximadamente 23 milímetros de longitud.